# ピエール・ジュリアン
ピエール・ジュリアン（Pierre Julien、1731年6月20日 - 1804年12月17日）は、フランスの彫刻家である。

## 略歴
現在のオート＝ロワール県のサン＝ポーリアン(Saint-Paulien)で大工の棟梁の息子に生まれた。才能を見出されて、ル・ピュイ＝アン＝ヴレ出身の彫刻家Gabriel Samuelの弟子になり、その後、リヨンの美術学校で彫刻家のアントワーヌ＝ミシェル・ペラーシュ（Antoine-Michel Perrache）に学んだ。1758年に美術学校で賞を得た後、ペラーシュとパリに出て、ペラーシュの推薦で、王立絵画彫刻アカデミーの教授ギヨーム・クストゥー（1716-1777）の工房に入った。1765年にローマ留学の資格が得られる、ローマ賞を受賞し1768年から1773年の間、在ローマ・フランス・アカデミーに留学した。ローマでは古代彫刻の縮小したサイズの複製も制作してフランスに送り、新古典主義の彫刻家たちからも影響を宇うけた。
フランスに帰国した後、クストゥーの指揮下でサンスの聖堂（Cathédrale Saint-Étienne de Sens）のフランス王太子ルイ・フェルディナンのモニュメントの制作に参加した。 1778年に王立絵画彫刻アカデミーに会員候補に選ばれ、レセプション作品として『瀕死の剣闘士』を提出し会員となった。
1780年代には王室建造物局総監のダンジヴィレ伯爵（Charles Claude Flahaut de La Billarderie, comte d’Angiviller）からの注文で、フランスの偉人たちの像を制作した。
フランス革命の後、1795年に再建されたフランス学士院の創設会員に選ばれ、1804年にレジオンドヌール勲章（シュバリエ）を受勲した。

## 作品

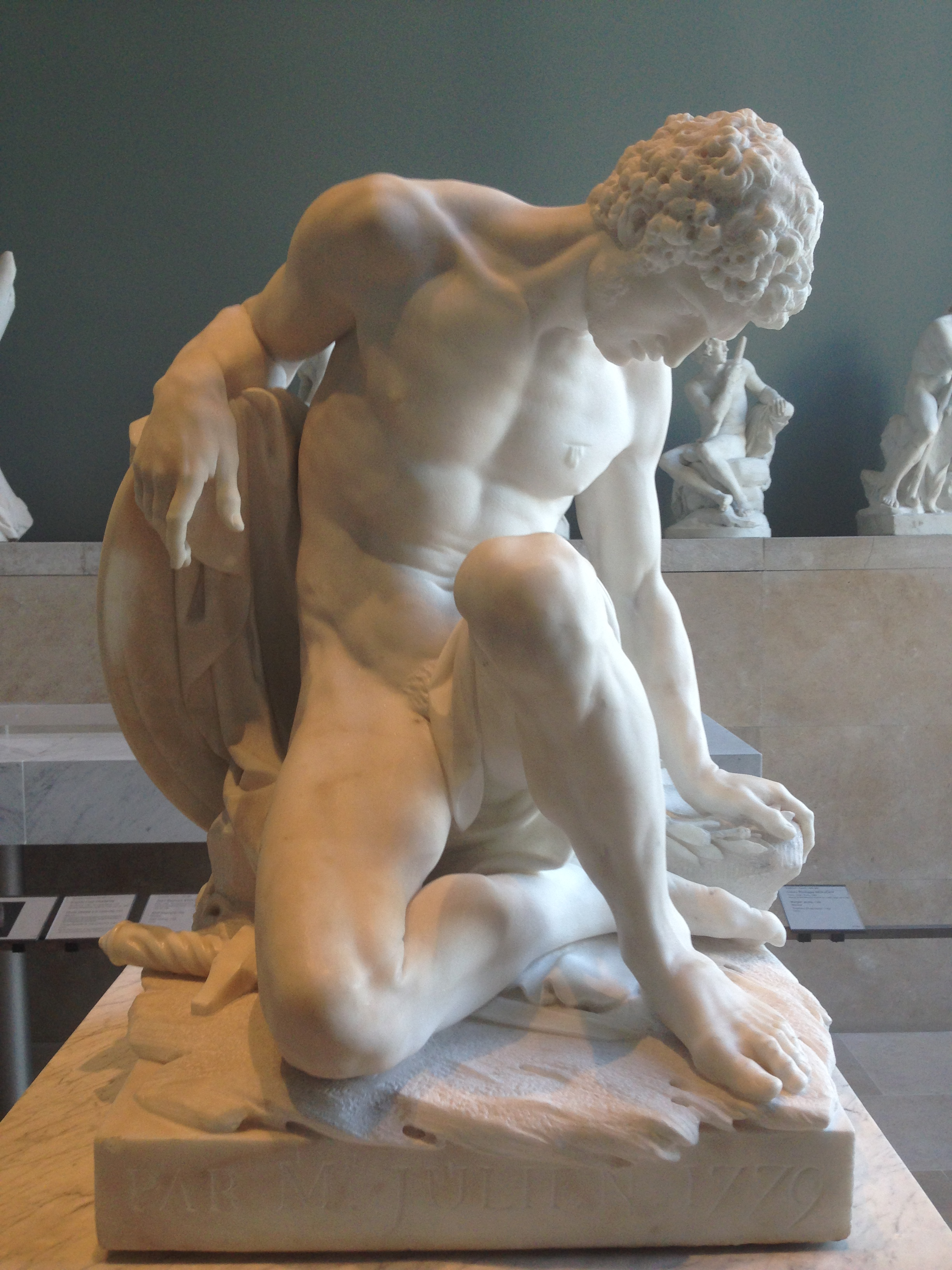
『瀕死の剣闘士』(1779) ルーブル美術館
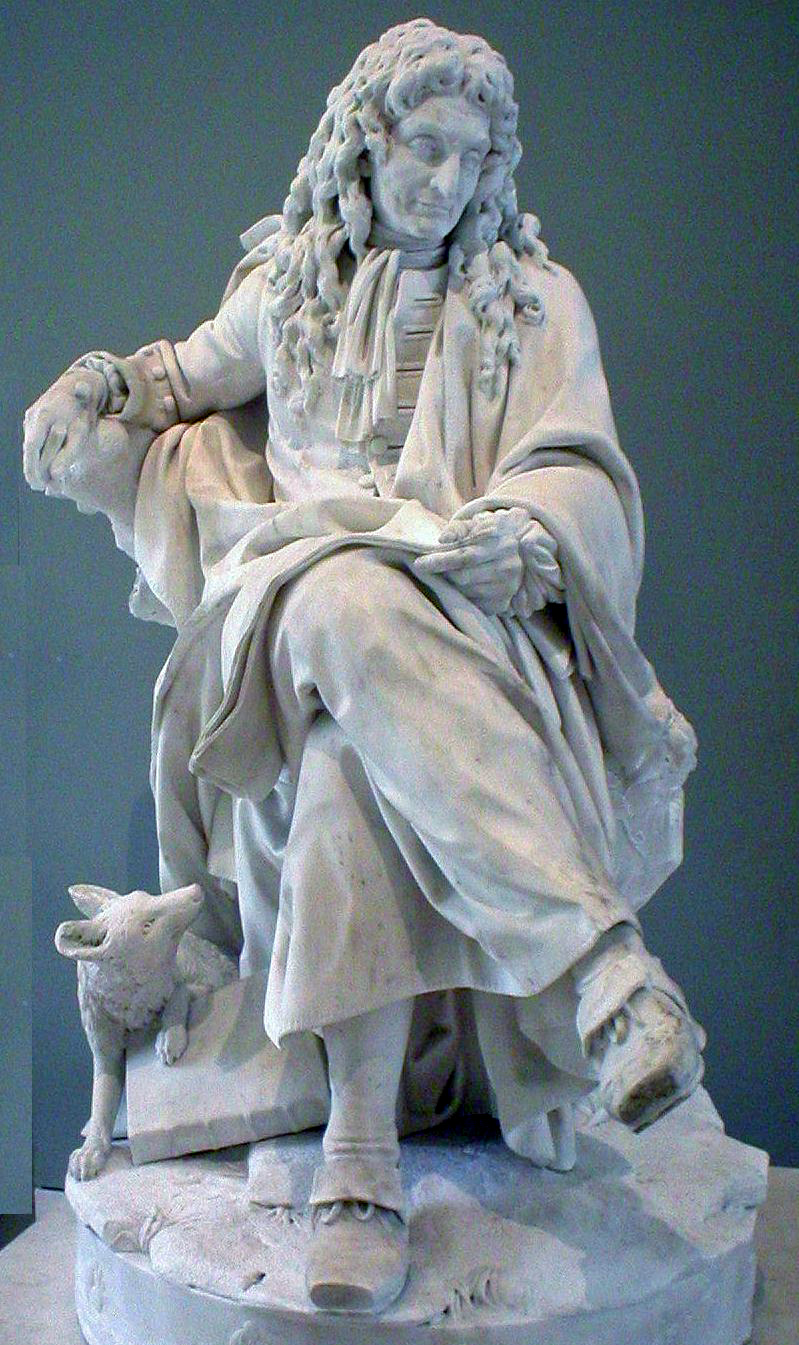
作家ジャン・ド・ラ・フォンテーヌの全身像　(1785) ルーブル美術館
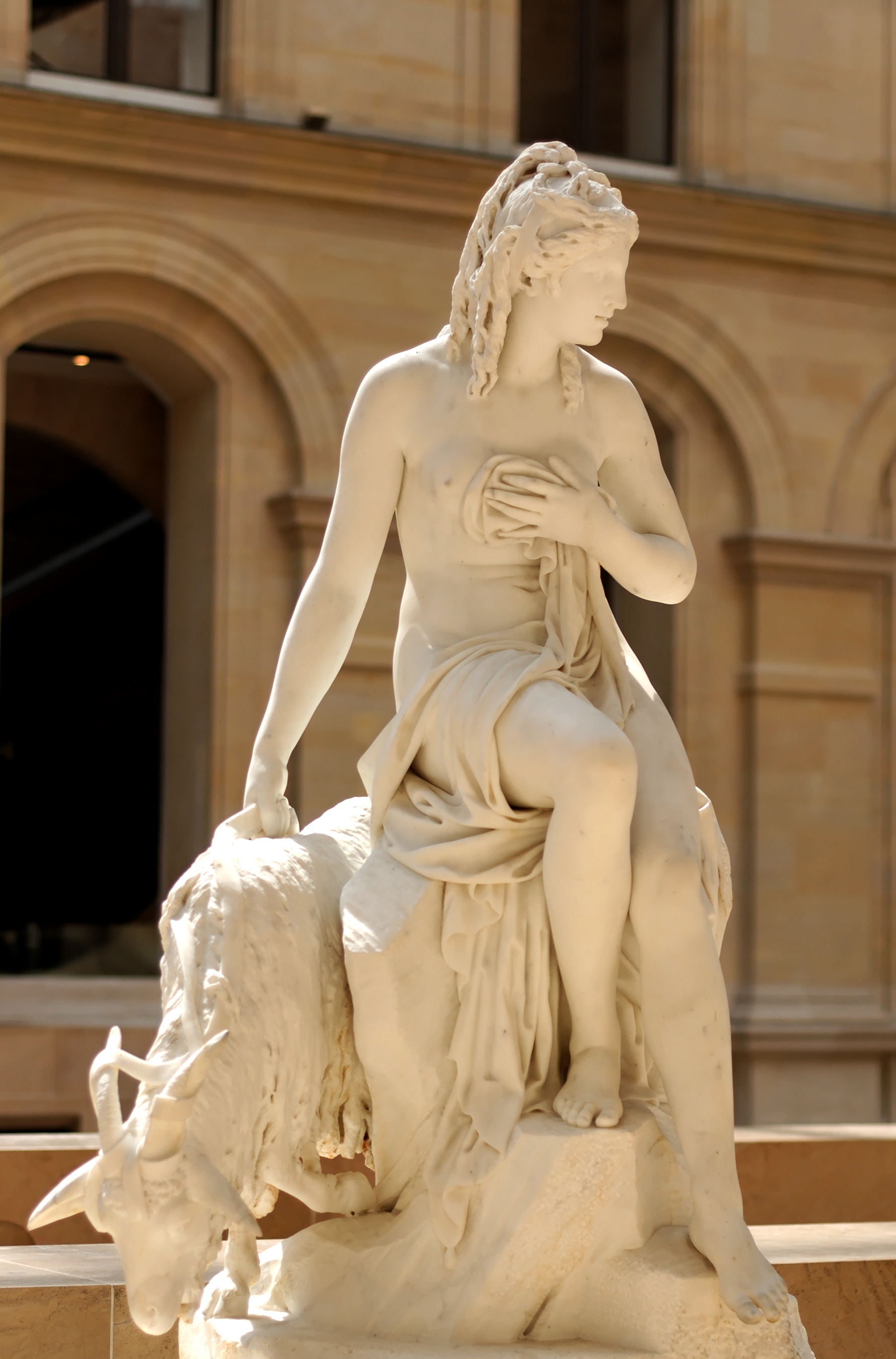
アマルテイアとジュピターの山羊　(1787) ルーブル美術館
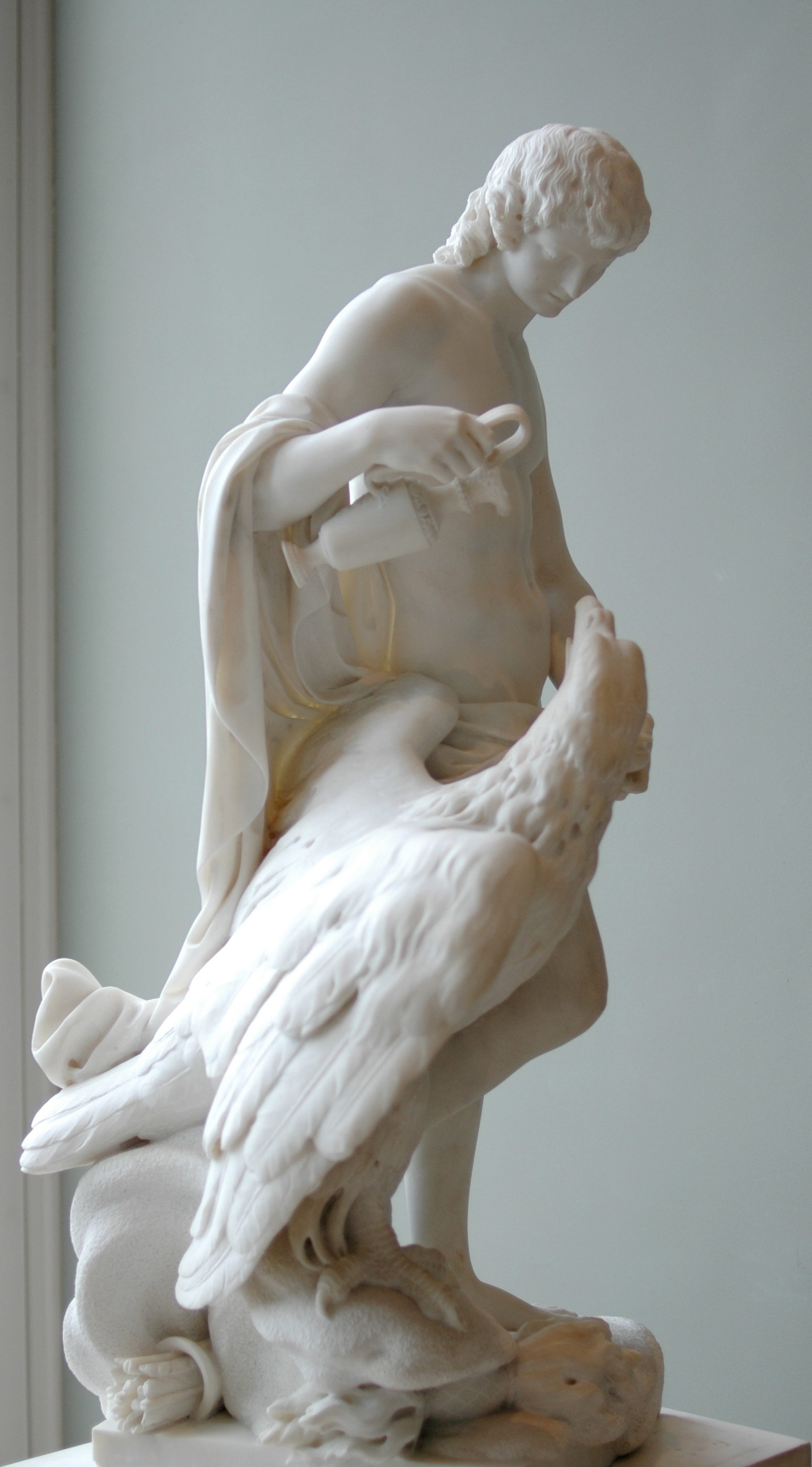
鷲に変身したゼウスとガニュメーデース　(1776/1778) ルーブル美術館